# Stipa chitralensis
Stipa chitralensis är en gräsart som beskrevs av Norman Loftus Bor. Stipa chitralensis ingår i släktet fjädergrässläktet, och familjen gräs. Inga underarter finns listade i Catalogue of Life.